# B-18 (航空機)
ダグラス B-18 ボロ
飛行するB-18 (第88偵察飛行隊所属、撮影年不詳)
- 用途：爆撃機
- 分類：軽爆撃機
- 製造者：ダグラス・エアクラフト社[1]
- 運用者

  -  アメリカ合衆国（陸軍航空隊、陸軍航空軍）
  -  カナダ（空軍）
  -  ブラジル（空軍）
- 初飛行：1935年4月[2]
- 生産数：350機[2]
- 運用開始：1936年
- 退役：1946年（ブラジル空軍）
- 運用状況：退役
- ユニットコスト：58,500米ドル(1935年)

ダグラス B-18 ボロ（Douglas B-18 Bolo ）は、ダグラス社が開発し、アメリカ陸軍航空隊で運用された爆撃機。
ダグラス社の社内コードはDB-1。愛称の「ボロ(Bolo)」は、「フィリピンの片刃の刀」の意。

## 概要
機体は民間向けのDC-2の主・尾翼を流用し、胴体を爆撃機仕様に再設計したもので、1935年に初飛行した。開発コストの低さゆえ、機体価格も安価となり、アメリカ陸軍は131機の採用に踏み切った。これは、当時としては異例の数である。
機体に爆弾倉を設けたため、胴体下部が膨らみ、主翼はDC-2の低翼配置から 中翼配置となった。爆撃照準のために機首がガラス張りとなっている。また、防御兵装として、機首及び胴体後部の上下に銃座が設けられている。双発機であり、左右主翼に各1基ずつレシプロエンジンを装備している。
試作機DB-1は1935年4月に初飛行し、ボーイング社のモデル299（後のB-17）やマーチン社のモデル146（B-10の改良型）と同時に評価試験を受けた。モデル299は性能が期待されたが、高価であり、試作機が墜落したこともあり、DB-1がB-18として採用され131機が発注された。1937年より部隊配備が開始されている。
1930年代のアメリカ軍の主力爆撃機になりえたのは、B-18が$63,977とライバルに比べ安価であったためであるが、第二次世界大戦が始まる頃には、とても実戦に投入できる性能ではなかった。開戦時にはハワイに33機、フィリピンに18機が配備されていたものの、日本軍の航空攻撃により地上で大多数が撃破された。さらに日本軍は数機を鹵獲したものの、性能の低さから活用することはなかった。
爆撃機としては性能では充分ではなかったが、同時期に大西洋ではUボートによる損害が激増していたため、B-18は対潜哨戒機に改造された。対潜哨戒機に改造されたB-18は、尾部にMADブームを取りつけていた。しかし、対潜哨戒機に改造されたB-18も、1943年には一線を退き以後は練習機や輸送機として使用され、戦後に何機かは民間に払下げられた。

## 各型

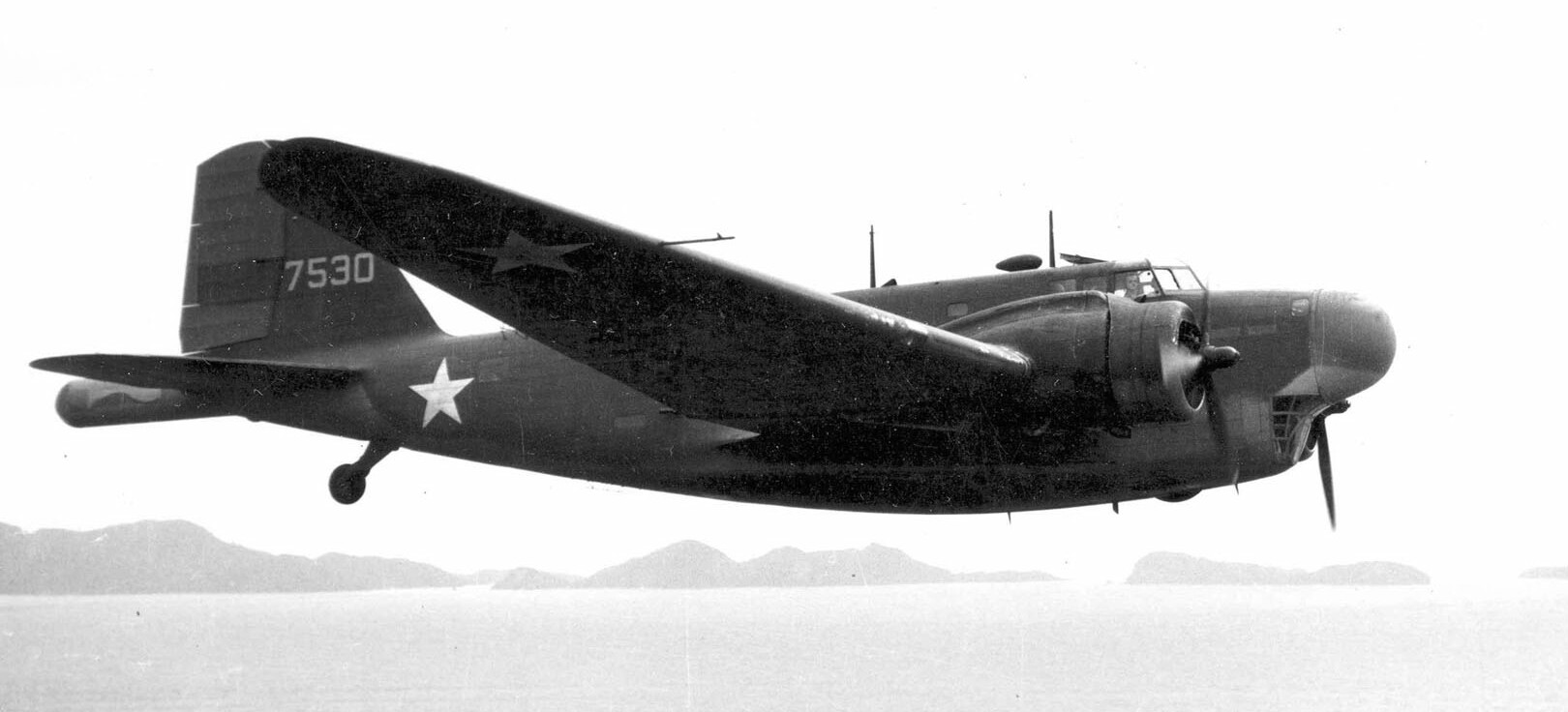
B-18B

DB-1
試作機。1機製造。
B-18
初期量産型。131機発注。
B-18M
爆撃兵装を降ろした練習機型。
DB-2
機首に動力銃塔を装備した試作機。B-18の最終量産機より変更。1機製造。
B-18A
エンジンをライト R-1820-53に換装。爆撃手の配置を機首下部銃座の上に変更。217機発注。
B-18AM
練習機型。
B-18B
対潜哨戒機型。122機改装、捜索レーダーやMADなどを搭載。
B-18C
対潜哨戒機型、2機改装。機首に前方向け機銃を装備。
XB-22
エンジンをライト R-2600-3に換装。計画のみ。
C-58
輸送機型。
ディグビー I(Digby I)
B-18Aのカナダ空軍向け機体。20機ほどが運用された。

## 要目（B-18A）
- 乗員：6名[1]
- 全長：17.63m[1]
- 全幅：27.28m[1]
- 全高：4.62m[1]
- 自重：7,403kg[1]
- 全備重量：10,886kg（正規）[1]
- エンジン：ライト R-1820-53 レシプロエンジン 2基（1,000馬力）[1]
- 最大速度：348km/h[1]
- 航続距離：1,450km（正規）[1]
- 武装：7.62mm機銃×3、爆弾1,810kg[2]

## 現存する機体
| 型名     | 番号        | 機体写真 | 国名                      | 所有者                                               | 公開状況 | 状態     | 備考 |
| -------- | ----------- | -------- | ------------------------- | ---------------------------------------------------- | -------- | -------- | --- |
| B-18-DO  | 36-446 1747 | 写真     | アメリカ ハワイ州         | コハラ山脈(Kohala Mountains)山腹                     | 公開     | 放置     | 1941年2月25日に着陸に失敗して不時着した。搭乗員は全員救助されたが、機体は現在まで放置されている。空軍が後で別地区から回収した他機とともに復元する話が持ち上がっている。 |
| B-18-DO  | 37-029 1776 |          | アメリカ カリフォルニア州 | キャッスル航空博物館                                 | 公開     | 静態展示 | |
| B-18A-DO | 37-469 2469 |          | アメリカ オハイオ州       | 国立アメリカ空軍博物館                               | 公開     | 静態展示 | |
| B-18A-DO | 39-025 2673 |          | アメリカ コロラド州       | ウィングス・オーヴァー・ザ・ロッキーズ航空宇宙博物館 | 公開     | 静態展示 | 39-522の塗装で展示されている。 |
| B-18B-DO | 37-505 2505 |          | アメリカ ワシントン州     | マコード航空博物館 (マコード空軍基地隣接)            | 公開     | 静態展示 | |
| B-18B-DO | 38-593 2593 |          | アメリカ アリゾナ州       | ピマ航空宇宙博物館                                   | 公開     | 静態展示 | |

## 登場作品

### 漫画・アニメ
『バニーの大墜落』
グレムリンが逃げた先で、そのまま飛行させる機体として登場